# Avantguardisme
L'avantguardisme és la tendència, en una obra d'art qualsevol, o d'un artista, a introduir elements innovadors respecte de les formes tradicionals o convencionals. També s'entén com excessiva preocupació per desplegar recursos que trenquin o distorsionin els sistemes més acceptats de representació o expressió, al teatre, pintura, literatura, cinema, etc.
Té, en general, un ús pejoratiu, tot i que també s'utilitza per designar els moviments artístics renovadors, i en general dogmàtics, que es van produir a Europa durant les primeres dècades del segle xx, i que són agrupats sota els noms genèrics d'avantguarda o avantguardes.

## Context històric
En el moment en què van sorgir les avantguardes artístiques, Europa vivia una profunda crisi, que va desencadenar la Primera Guerra Mundial, i va posar en evidència els límits del sistema capitalista. Si bé fins al 1914 els socialistes són els únics que parlen de "l'enfonsament del capitalisme", com assenyala Arnold Hauser, també altres sectors havien percebut abans els límits d'un model de vida que privilegiava els diners, la producció i els valors de canvi per davant de l'home.
El resultat d'això va ser la pobresa i l'encasellament artístic contra els que van reaccionar ja el 1905, Pablo Picasso i Georges Braque amb les seves exposicions cubistes, i el futurisme, que el 1909 llança el seu primer manifest d'aposta de futur i rebuig a tot l'anterior, enlluernat pels avenços de la modernitat científica i tecnològica: és coneguda la frase de Marinetti: "Un automòbil de carrera és més bell que la Victòria de Samotràcia".
Així es fan els primers passos de l'avantguarda, encara que el moment d'explosió definitiva coincideix, lògicament, amb la
Primera Guerra Mundial, amb la consciència de l'absurd sacrifici que suposava, i amb la promesa d'una vida diferent encoratjada pel triomf de la revolució socialista a Rússia.
Corrien els dies de 1916 quan a Zúric (territori neutral durant la guerra), Tristan Tzara un poeta i filòsof romanès, pròfug de les seves obligacions militars, va decidir fundar el "Cabaret Voltaire". Aquesta acta de fundació del
dadaisme, explosió nihilista que proposava el rebuig total:
"El sistema DD us farà lliures, trenqueu-ho tot. Sou els amos de tot allò que trenqueu. Les lleis, les morals, les estètiques, s'han fet perquè respecteu les coses fràgils. Allò que és fràgil està destinat a ser trencat. Proveu la vostra força un sol cop: us desafio que després continueu. Allò que no trenqueu us trencarà, serà el vostre amo."
(Louis Aragon, poeta francès).
Aquest desig de destrucció de tot l'establert va portar els dadaistes, per tal de ser coherents, a rebutjar-se a si mateixos: la mateixa destrucció.
Alguns dels partidaris de Dadà, dirigits per André Breton, van pensar que les circumstàncies exigien no sols l'anarquia i la destrucció sinó també la proposta; és així que s'aparten de Tzara (cosa que va donar punt final al moviment
dadaista) i inicien l'aventura surrealista.
La fúria Dadà havia estat el pas primer i indispensable, però havia arribat als seus límits. Bretón i els surrealistes (és a dir: superrealistes) uneixen la sentència d'Arthur Rimbaud (que amb Charles Baudelaire, Comte de Lautréamont, Alfred Jarry, Van Gogh i altres artistes del segle xix seran reconeguts pels surrealistes com els seus "pares"): "s'ha de canviar la vida", amb aquella de Karl Marx: "s'ha de transformar el món".
Sorgeix, així, el surrealisme al servei de la revolució que pretenia recuperar allò que a l'home de la societat, els seus condicionaments i repressions l'havien fet ocultar: la seva essència més pura, el seu Jo bàsic i autèntic.
A través de la recuperació de l'inconscient, dels somnis (són els dies de Sigmund Freud i dels orígens de la psicoanàlisi), de deixar el pas lliure a les passions i els desigs, de l'escriptura automàtica (que més tard qüestionarien com a tècnica), de l'humor negre, intenten marxar cap a una societat nova en la qual l'ésser humà pugui viure en plenitud (la utopia surrealista). En aquest ple exercici de la llibertat que va significar l'actitud surrealista, tres paraules s'uneixen en un sol significat: amor, poesia i llibertat.

## Corrents de l'avantguardisme[calcitació]
Dins de l'avantguardisme els -ismes (i altres moviments o grups trencadors sense un -isme al nom) van sorgir contra un corrent envellit i van proposar innovacions radicals de contingut, llenguatge i actitud vital. En destaquen: 
- Impressionisme: reacciona contra els excessos del realisme, concentrant l'interès en el procés mental d'un personatge quan s'enfronta a alguna situació. Es caracteritza per traslladar a l'obra la veritable existència radicada en els processos mentals, la intuïció i la desvinculació d'un personatge, així com pel maneig de personatges a través de les associacions psicològiques.
- Expressionisme: va néixer a Alemanya el 1920 com a reacció al naturalisme i fou dirigit pel poeta Georg Trakl. Entre els seus principis s'assenyalen la reconstrucció de la realitat, la relació de l'expressió literària amb les arts plàstiques i la música, i l'expressió de l'angoixa del món i de la vida a través de novel·les i drames on es parla de les limitacions socials imposades a la llibertat de l'home.
- Cubisme: va aparèixer a França, encapçalat per Guillaume Apollinaire. Les seves principals característiques consisteixen en l'associació d'elements impossibles de concretar, desdoblament de l'autor, disposició gràfica de les paraules, substitució del sentimental per l'humor i l'alegria, i el retrat de la realitat a través de diversos enfocaments.
- Futurisme italià: sorgeix a Milà fundat per Filippo Tommaso Marinetti el 1909. Aquest moviment trencava amb la sintaxi, el ritme i els signes convencionals de puntuació. Considerava com a elements principals de la poesia el valor, l'audàcia i la revolució, ja que pregonava el moviment agressiu, l'insomni febril, el passat gimnàstic, el salt perillós i la bufetada. Tenia com a postulats: l'exaltació del sensual, el nacional i guerrer, l'adoració de la màquina, el retrat de la realitat en moviment, l'objectiu del literari i la disposició especial de l'escrit amb la fi de donar-li una expressió plàstica. És un dels pocs moviments en què el manifest programàtic (de Marinetti, que era escriptor) precedeix l'expressió plàstica.
- Futurisme soviètic: (futurisme rus, futurisme ucraïnès, etc.)
- Suprematisme: moviment fundat per l'artista ucraïnès i soviètic, Kazymyr Malévytx.
- Constructivisme: moviment soviètic.
- Dadaisme: va aparèixer a Zúric entre el 1916 i el 1922, amb Tristan Tzara com a fundador. Va ser una oposició al passat violent de la guerra mundial. El poema dadaista acostuma a ser una successió de paraules i sons, cosa que fa difícil trobar-li la lògica. Es distingeix per la inclinació cap al dubtós, terrorisme, mort i nihilisme, el fantasiós, busca renovar l'expressió mitjançant l'ús de materials inusuals o manejant plans de pensament abans no barrejadissos, i té una tònica general de rebel·lia o destrucció.
- Ultraisme: va aparèixer a Espanya entre el 1919 i el 1922 com a reacció al modernisme. Va ser un dels moviments que més es va projectar a Hispanoamèrica, contribuint a l'ús del vers lliure, la prescripció de l'anècdota i el desenvolupament de la metàfora, que es converteix en el principal centre expressiu. Influenciat per poetes com Vicente Huidobro i Guillaume Apollinaire.
- De Stijl
- El Bauhaus i l'arquitectura Moderna: tota una revolució en l'arquitectura i el disseny.
- Creacionisme: va sorgir el 1917 i va ser patrocinat pel poeta xilè Vicente Huidobro, qui concebé el poeta com un petit Déu per crear amb la paraula. Segons ell, el poeta no ha de ser un home.
- Surrealisme: va sorgir a França amb André Breton qui, seguint Sigmund Freud, es va interessar per descobrir els mecanismes de l'inconscient i sobrepassar el real per mitjà de l'imaginari i l'irracional. Es caracteritza per pretendre crear un home nou, recórrer a la crueltat i l'humor negre amb el fi de destruir tots els matisos sentimentals i perquè, a pesar de ser constructius, els aspectes de la conducta moral humana i les manifestacions no són del seu interès.
- Muralisme mexicà: moviment dels anys 1920 a 1960, amb pintures de caràcter social en format de grans murals. Exponents, entre molts d'altres: José Clemente Orozco, David Alfaro Siqueiros, Diego Rivera, etc. També hi va estar involucrat el Josep Renau i Berenguer.
- Estridentisme: va sorgir a Mèxic i neix de la barreja de diversos "ismes" nascuts a l'avantguarda europea. Va florir entre el 1922 i el 1927, i es va caracteritzar per la modernitat, el cosmopolitisme i l'urbà, així com per l'inconformisme, l'humor negre, l'esnobisme, la irreverència i el rebuig de tot el passat. El seu representant principal va ser Manuel Maples Arce.
- Cosmopolitisme: sorgeix el 1940 amb la finalitat de mostrar la problemàtica urbana. És variable, ja que el paisatge canvia segons la geografia i l'economia de cada ciutat. És filosòfic, moral i psicològic, ja que treballa amb la incertesa i tensió dels habitants de les grans metròpolis. El seu màxim representant va ser Jorge Luis Borges.
- Neorealisme: es relaciona amb l'existencialisme, exagera el problema de l'angoixa, ja que transforma l'escriptor de mals irreversibles, que semblen no tenir solució.
- Superrealisme: moviment que es fonamentà en els treballs de Sigmund Freud. Consisteix en la captació de la coincidència-realitat sorgida en un personatge, quan viu un fet que li provoca records recòndits. El seu representant va ser Miguel Ángel Asturias.
- Experimentalisme, literatura experimental: es va recolzar en el mètode científic per explicar el comportament dels personatges dins d'un relat.
- Minimalisme
- Expressionisme abstracte
- Pop Art: la manifestació plàstica d'una cultura (pop) caracteritzada per la tecnologia, el capitalisme, la moda i el consumisme, on els objectes deixen de ser únics per a ser pensats com productes en sèrie.
- Fluxus
- Happening
- Videoart
- Art conceptual
- Hiperrealisme: moviment nascut als EUA els anys 1970.
- Postmodernitat
- Cosmopolitisme: mostra la problemàtica urbana
- Creacionisme: concep el poeta com un petit Déu per crear amb la paraula, ja que el poeta no ha de ser un home.
- Cubisme: associació d'elements impossibles de concretar, desdoblament de l'autor, disposició gràfica de les paraules, substitució de lo sentimental amb l'humor i l'alegria, i el retrat a través de diversos enfocaments.
- Fauvisme: proclama la llibertat d'expressió a través dels colors purs, l'exageració del dibuix i les perspectives forçades.
- Futurisme: considera que els elements principals de la poesia són el valor, l'audàcia, la revolució, l'exaltació d'allò sensual, nacional, guerrer, l'adoració de la màquina, el moviment, l'objectivitat i l'expressió plàstica.
- Dadaisme:Proposava la negació de tot, la destrucció per la destrucció. Pretenia crear confusió sense alternativa, l'oposició al concepte de raó instaurat pel positivisme.
- Estridentisme: es va caracteritzar per la modernitat, el cosmopolitisme, l'inconformisme, l'humor negre, l'esnobisme, l'irreverent i el rebuig a tot el passat.
- Experimentalisme: recolzat el mètode científic per a explicar el comportament humà.
- Expressionisme: reconstrucció de la realitat, la relació de l'expressió literària amb les arts plàstiques i la música, i l'expressió de l'angoixa del món i de la vida.
- Impressionisme: concentra el seu interès en el procés mental desenvolupat a l'interior d'un personatge quan s'enfronta a alguna situació.
- Neorealisme: exagera el problema de l'angoixa.
- Precubisme: influenciat per l'art africà, l'escultura ibèrica i l'austeritat de la pintura romànica, desembocarà al cubisme.
- Superrealisme: captació de la coincidència-realitat sorgida en un personatge, quan viu un fet que li provoca records recòndits.
- Surrealisme: s'interessa per descobrir els mecanismes de l'inconscient i sobrepassar el real per mitjà de l'imaginari i l'irracional.
- Ultraisme: es caracteritza per l'ús del vers lliure, la prescripció de l'anècdota i l'expressió a través de la metàfora.